# Palazzo di Riserva

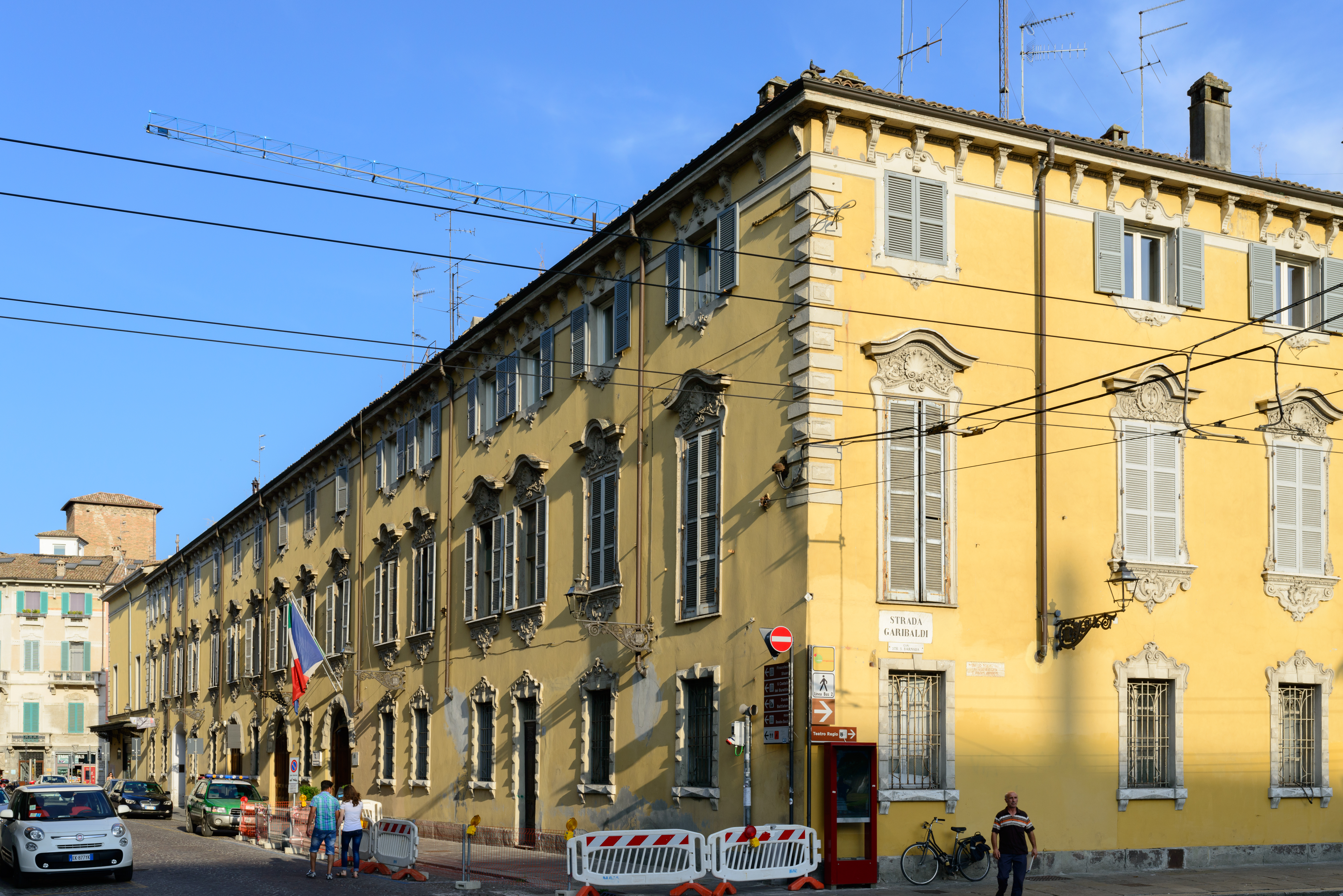
Nordfassade des Palazzo di Riserva in Parma

Der Palazzo di Riserva ist ein Palast im historischen Zentrum von Parma in der italienischen Region Emilia-Romagna. Er hat zwei Adressen: Strada Macedonio Meloni 4 und Strada Giuseppe Garibaldi 15. Außerdem grenzt er an die Strada Pisacane und die Strada Cavour. In einem Teil des Flügels an der Strada Giuseppe Garibaldi ist das Museo Glauco Lombardi untergebracht.

## Geschichte und Beschreibung
Auf dem Gelände, auf dem der Palast steht, standen seit der Antike Gebäude aus verschiedenen Epochen. Ab 1673 kaufte der Herzog Ranuccio II. Farnese nach und nach verschiedene Häuser in dem Viertel, da er neue Baugrundstücke für die herzoglichen Residenzen finden musste, die bis dahin im (heute nicht mehr existenten) herzoglichen Palast und im Palazzo della Pilotta untergebracht waren.
1687 beauftragte der Herzog den Bau eines neuen herzoglichen Theaters im Inneren des Viertels, um das wegen seines besonderen Aufbaus, der Last der Verwaltung und des intensiven Besuches der Öffentlichkeit, die vom Herzog selbst gefördert wurde, nicht mehr ausreichende Teatro Farnese zu ersetzen. Mit dem Projekt wurde Stefano Lolli beauftragt; dieser schuf in wenigen Monaten einen eleganten Veranstaltungsort, der für die Öffentlichkeit zugänglich und vorwiegend aus Holz gebaut war. Er enthielt eine große Bühne, ein Parkett für das Publikum, einige Logen mit Emporen und eine herzogliche Loge über dem Eingang.
Neben dem Theater entstanden ein Gästehaus und einige Wohnungen für den herzoglichen Hof, die mit dem herzoglichen Palast durch eine Überführung mit Arkaden verbunden waren, der die heutige Strada Giuseppe Garibaldi überspannte. Den Farneses war die äußere Dekoration der herzoglichen Residenzen egal, denn sie konzentrierten sich, wie es damals in verschiedenen europäischen Hauptstädten üblich war, auf die Schaffung verschwenderischer Vorstadtpaläste in den alten Siedlungen Colorno und Sala Baganza. Erst, als Philipp von Bourbon 1748 in Parma regierte, und vor allen Dingen nach der Einsetzung von Guillaume Du Tillot als Premierminister wurde die Notwendigkeit der Neugestaltung der herzoglichen Residenzen in Parma in Erwägung gezogen.

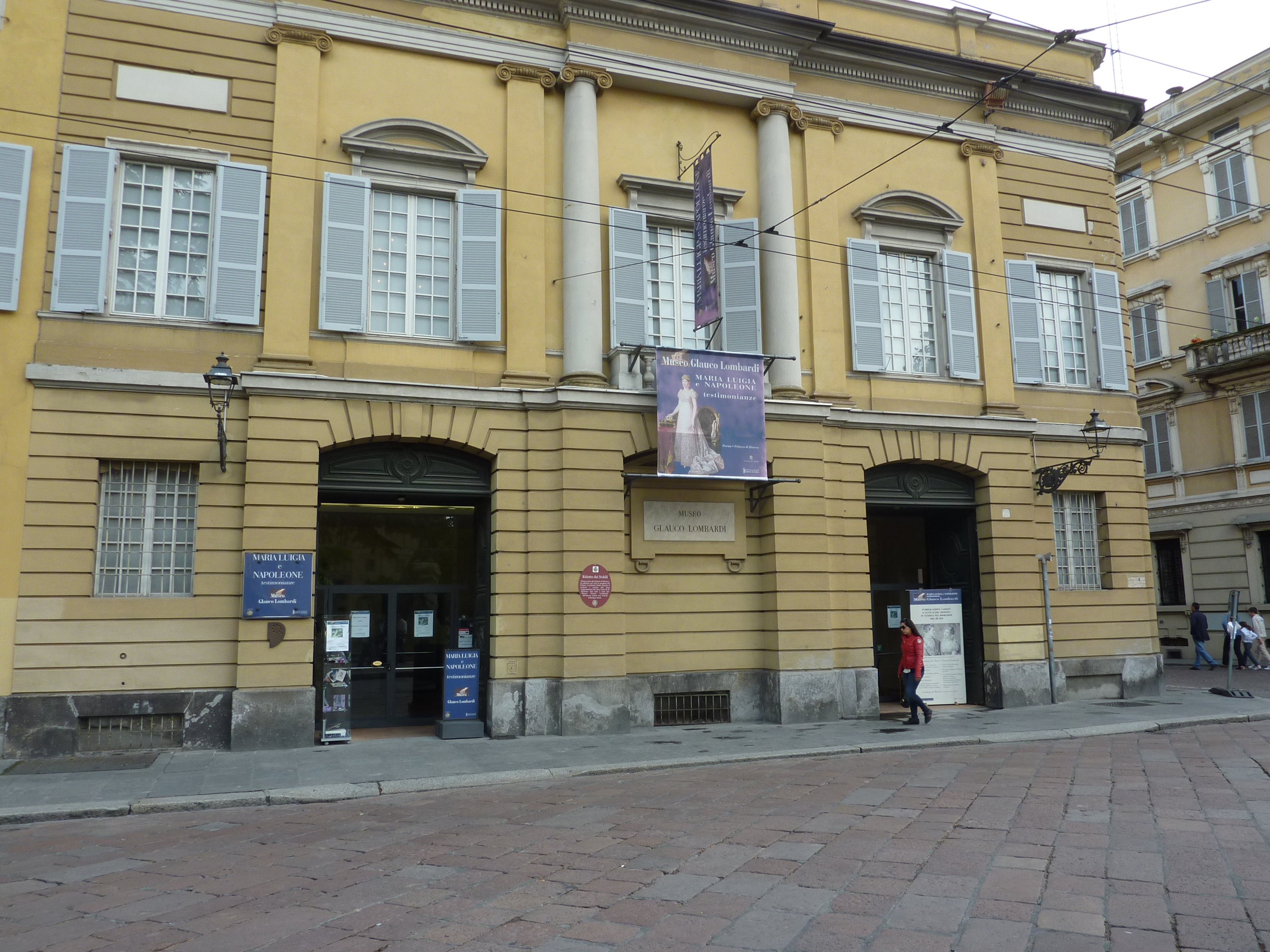
Eingang zum Museo Glauco Lombardi

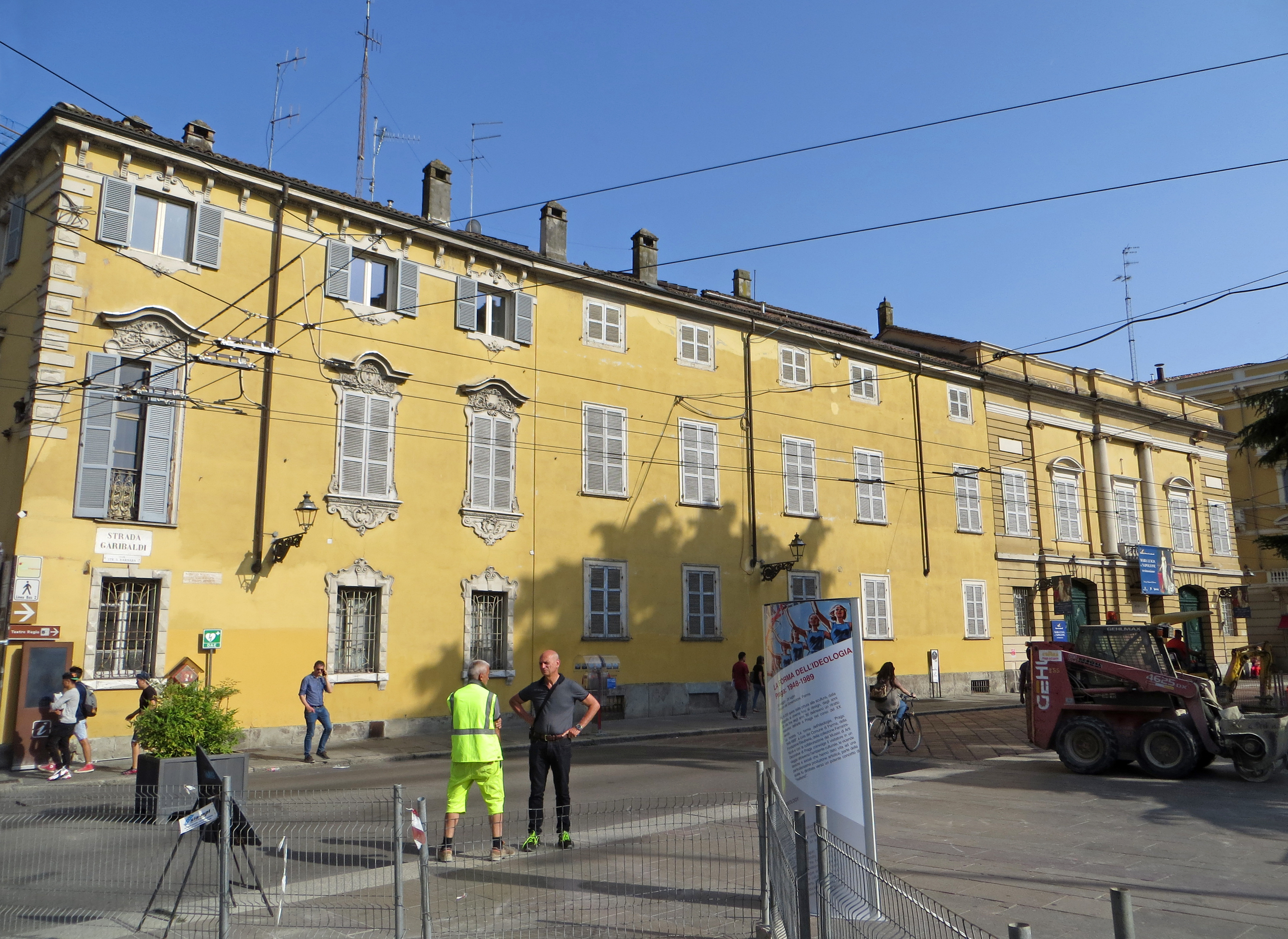
Die Fassade zur Strada Giuseppe Garibaldi

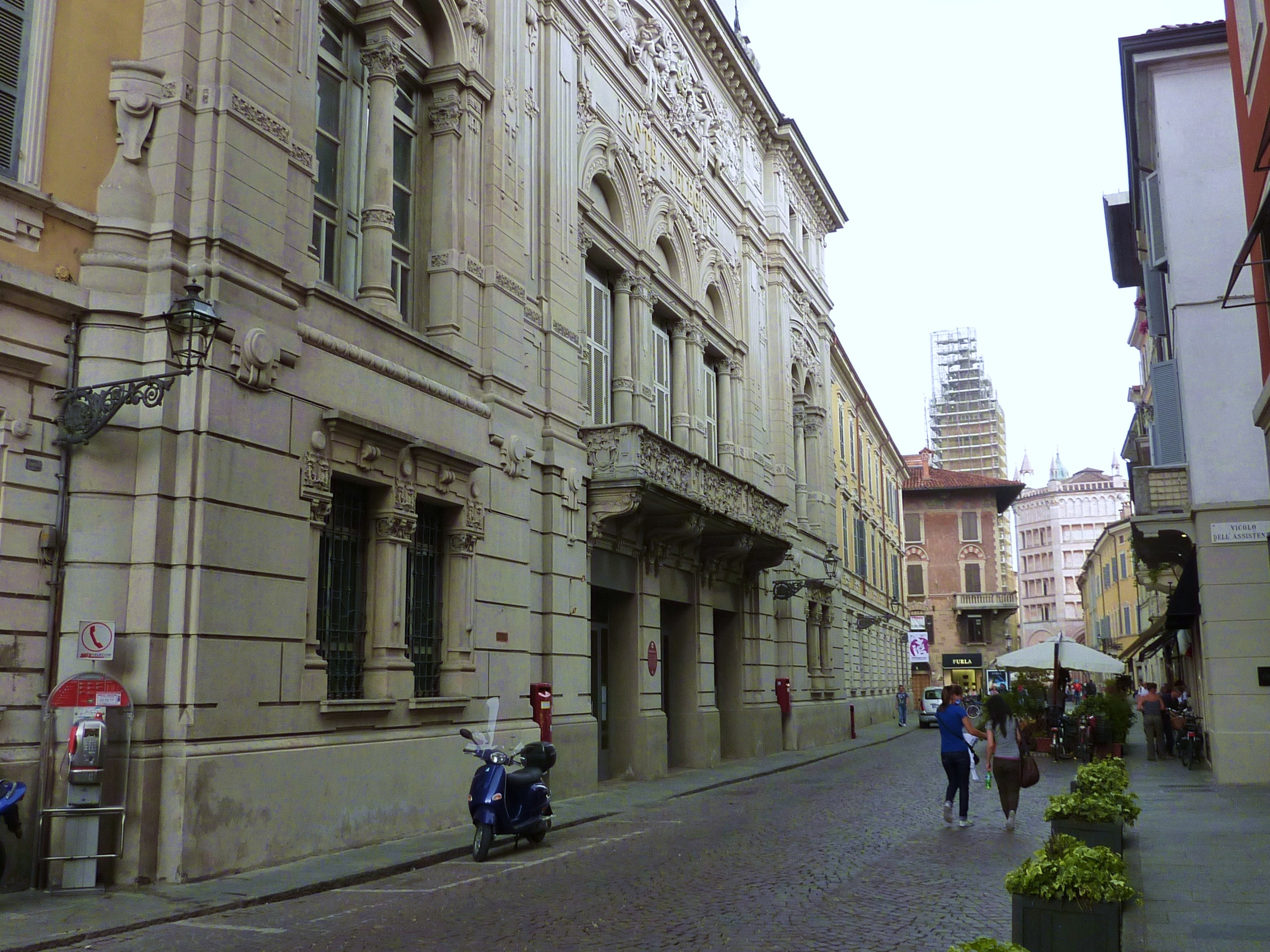
Die Fassade zur Via Pisacane mit dem Hauptpostamt von Parma

Um 1750 wurde der herzogliche Palast vollständig umgebaut, wobei die Innenräume renoviert und neue Fassaden im Stile Ludwigs XV. geschaffen wurden. Der Eingriff jedoch löste die Probleme nicht, da der Herzog weiterhin in einem Teil des Viertels hinter der Kirche San Pietro Martire (heute nicht mehr existent) und vor der neuen Fassade wohnte und die Herzogin im Palazzo di Riserva.
1766 beauftragte der neue Herzog Ferdinand den Architekten Ennemond Alexandre Petitot mit der Projektierung eines großartigen königlichen Palastes mit einem großen Platz davor, der das Gebiet zwischen dem Palazzo della Pilotta und der heutigen Via Cavour einnehmen sollte. Das Projekt sah den Abriss des herzoglichen Palastes, einigen Teilen des Dominikanerkomplexes und des Palazzo della Riserva vor. Letzterer war erst einige Jahre zuvor, 1760, vom Architekten Jean-Antoine Morand aus Lyon mit dem Bau einer neuen Bühne und der Anhebung des Publikumsparketts modernisiert worden, wodurch ein großartiger Ballsaal entstanden war. In den Jahren 1763–1764 war ein großer Teil des Obergeschosses an der heutigen Strada Giuseppe Garibaldi nach den Plänen von Petitot in einen eleganten Treffpunkt für den Adel der Stadt umgestaltet worden, der „Casino dei Nobili“ oder „Ridotto dei Nobili“ genannt wurde.
Petitot projektierte eine klassizistische Fassade, die heute noch die Westseite des Palazzo della Riserva kennzeichnet, passte die Flügel des Gebäudes an die der angrenzenden Gebäude an und bereitete die Dekoration der Innenräume vor, die aber nicht nach dem ursprünglichen Projekt realisiert wurde. Um den Bau den neuen königlichen Palastes auf den Weg zu bringen, wurden 1766–1767 einige herzogliche und private Residenzen an der Strada San Barnabà (heute Strada Giuseppe Garibaldi), die Inquisitionskapelle, die an die Kirche San Pietro Martire angebaut war, der Westteil des herzoglichen Palastes, der 60 Jahre zuvor von Carlier geschaffen wurde, und der Übergang zum Palazzo di Riserva abgerissen. Später wurden die Arbeiten wegen finanzieller Probleme eingestellt und das Projekt aufgegeben.
Um 1768 schloss der herzogliche Hof den Erwerb des gesamten Viertels ab. Herzog Ferdinand verlegte seine Wohnung in die neuen Gebäude und ließ die für die Herzogin Maria Amalia, die er 1769 heiratete, vorbereiten. Im Gegensatz zu Herzog Ferdinand begründete die Herzogin Maria Amalia ihre Wohnung nicht im Palazzo di Riserva, sondern im herzoglichen Palast, der 1833 unter der Leitung von Nicola Bettoli das klassizistische Aussehen erhielt, das man im Aquarell von Giuseppe Alinovi sehen kann, das im Goldenen Saal des Museo Glauco Lombardi ausgestellt ist.
In der kurzen Zeit, in der Karl III. das Herzogtum Parma regierte (1849–1854), verlegte dieser seine Wohnung in den Palazzo di Riserva, ebenso wie das Generalkommando seiner Armee. In diesen Jahren wurde die Nordfassade zur Via Macedonio Melloni hin im neubarocken Stil dekoriert, der sie heute noch kennzeichnet.
Nach der Einigung Italiens fielen der Palazzo di Riserva und weitere herzogliche Residenzen an das königliche Liegenschaftsamt. Viele der verschwenderischen Möbel, mit denen sie ausgestattet waren, wurden in andere öffentliche Gebäude des Königreiches Italien verteilt und ihre Räume für verschiedene Zwecke genutzt, seien sie öffentlich oder privat. Im ersten Jahrzehnt des 20. Jahrhunderts wurden am Palazzo di Riserva einige bedeutende Eingriffe durchgeführt: Der Abriss des Übergangs von Ferdinand, der den Palast mit dem Kloster San Paolo verband, die Verbreiterung des alten Vicolo di Teatro (heute Via Pisacane) mit der dadurch bedingten Rückverlegung der Südfassade und der Abriss der erhöhten Verbindungen, die den Palazzo di Riserva mit dem Nachbargebäude verbanden, das wiederum mit Übergängen mit dem ehemaligen Wachgebäude der Herrscher (heute Palazzo della Provincia) verbunden war.
Von 1906 bis 1908 wurde auf dem Areal, auf dem einst das herzogliche Theater stand, das neue Hauptpost- und -telegraphenamt errichtet. Das Theater wurde seit 1829 nicht mehr genutzt, weil stattdessen das Teatro Regio di Parma zur Verfügung stand (das zu Zeiten von Marie-Louise „Nuovo Ducale Teatro“ hieß); das alte Theater wurde später abgerissen.
Nach dem Zweiten Weltkrieg wurde auch der herzogliche Palast, der 1944 durch einen Luftangriff stark beschädigt worden war, abgerissen, wodurch dem Palazzo di Riserva die Rolle des einzigen wertvollen Erinnerungsstückes an die alte städtische Wohnung des herzoglichen Hofes zukam.
In den 1950er-Jahren begann der Antiquar Glauco Lombardi mit der Transferierung einer Sammlung von Kunstobjekten und anderen historischen Erinnerungsstücken an die Zeiten Napoleons und Herzogin Marie-Louise, die er geduldig im Laufe der Jahre gesammelt hatte, vom Palazzo Ducale in Colorno zum neuen Aufbewahrungsort im Palazzo di Riserva. Das Museo Glauco Lombardi wurde 1961 vom Präsidenten der Republik Italien, Giovanni Gronchi, eingeweiht.
Der Nordflügel des Palastes, in dem sich die Residenz von Herzog Ferdinand befand, beherbergt seit 1866 die Società Parmense di Lettura e Conversazione, eine kulturelle Institution, die 1858 auf Initiative des Grafen Filippo Linati gegründet wurde. In ihrem Inneren ist der Salone di San Paolo, dessen Dekoration 1837, vermutlich unter der Leitung von Paolo Gazzola ausgeführt wurde, von der Herzogin als Ballsaal vorgesehen und enthält noch das klassizistische Mobiliar aus der Zeit Marie-Louises.

## Bildergalerie

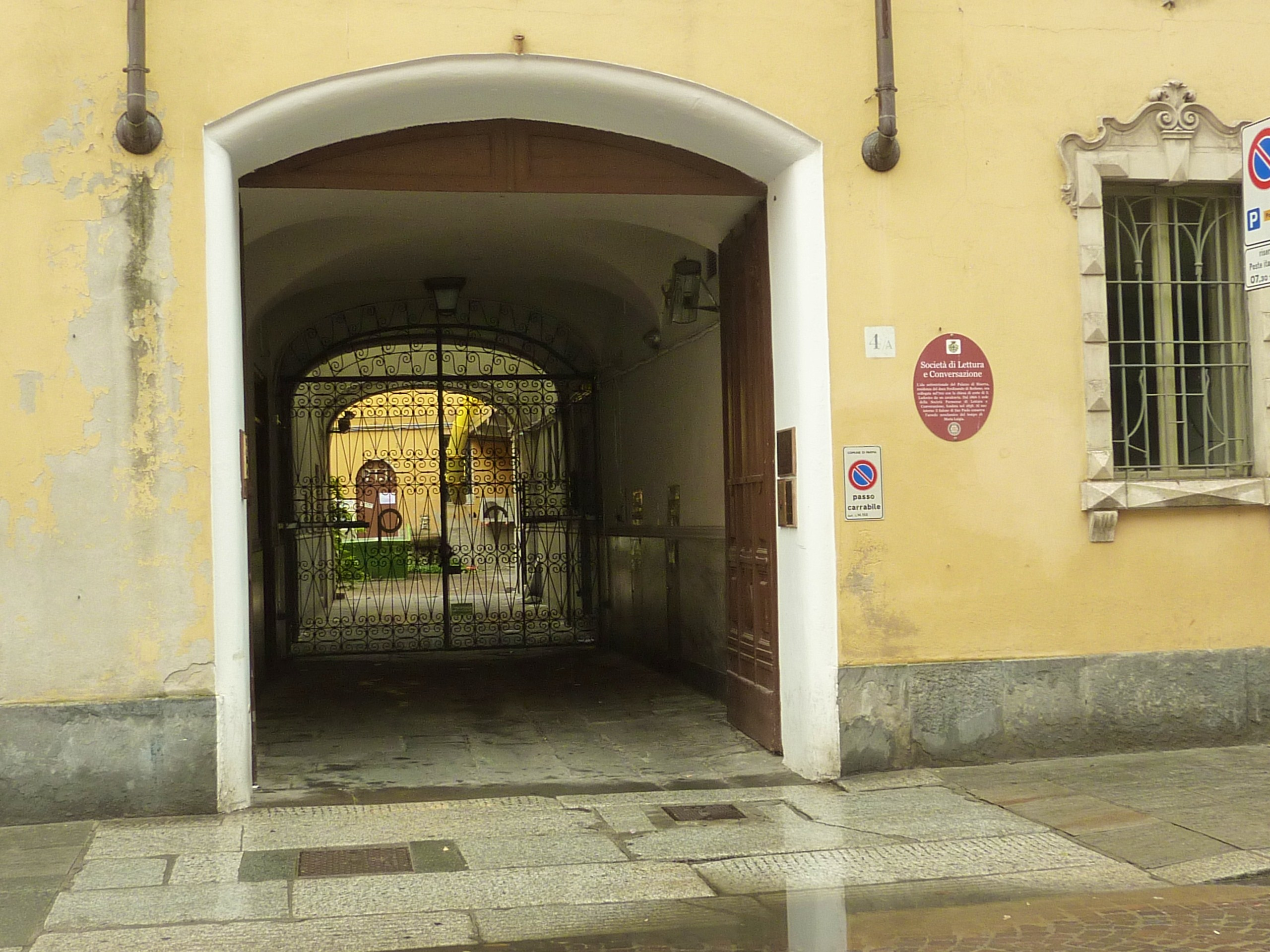
Eingang zur Società di Lettura in der Via Melloni
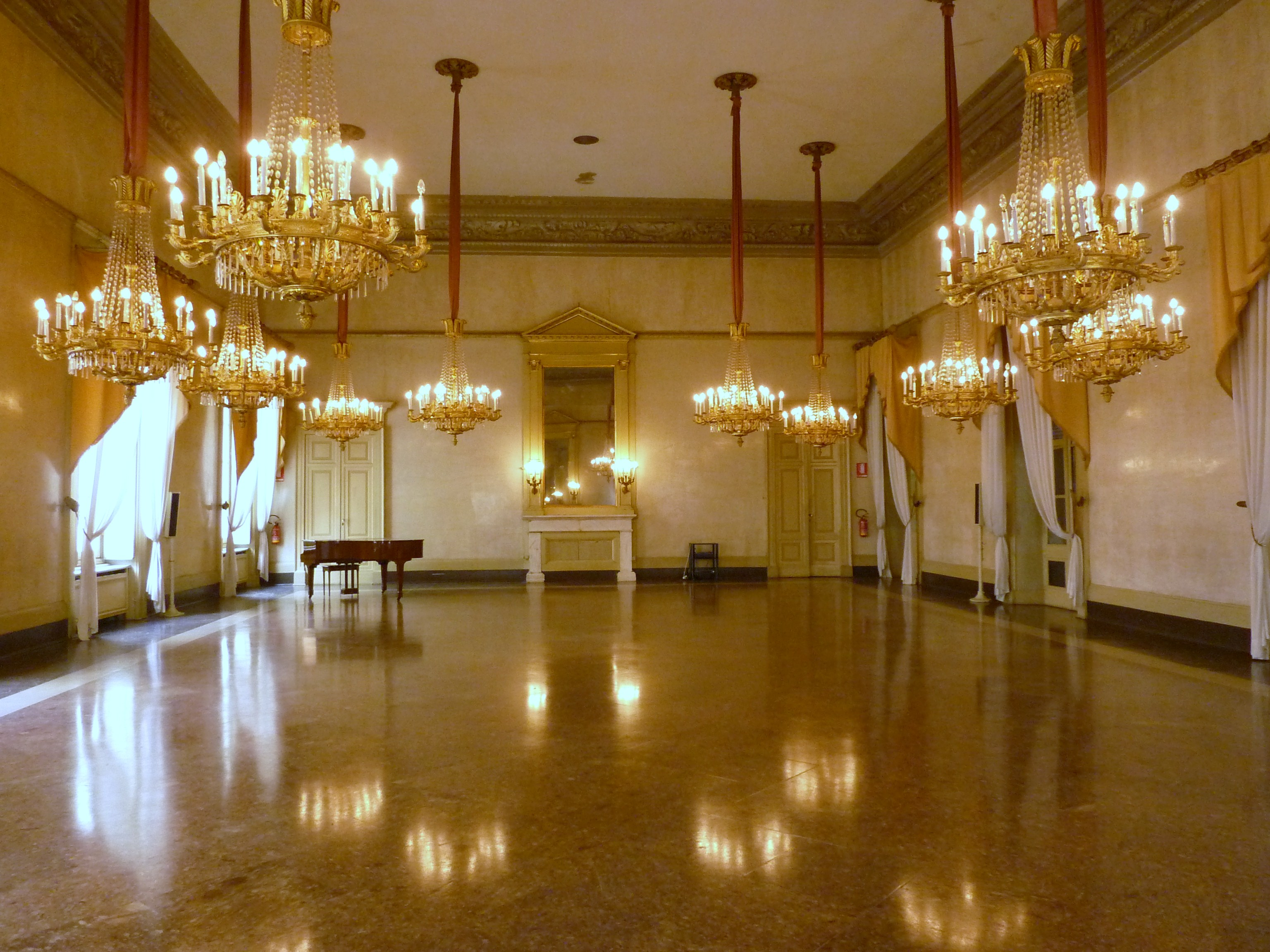
Der Salone di San Paolo in der Società di Lettura

## Quelle
- Patrizia Sivieri: Breve storia del Palazzo di Riserva in Museo Glauco Lombardi. Touring Club Italiano, Mailand 2003.